# José Manuel Jiménez Gómez
José Manuel Jiménez Gómez (posteriormente Padre Jiménez) nació en la ciudad de Barcelona, estado Anzoátegui (Venezuela), el 5 de marzo de 1864, en el hogar de los esposos Leonardo Jiménez y Bárbara Gómez. Lo bautizaron por el párroco Olegario Planas, en la catedral barcelonesa y fueron sus padrinos Ramón Gómez Jiménez y María del Rosario Gómez Jiménez.

## Biografía
Sus estudios de primaria los realizó en Barcelona y en el año 1870 sus padres se trasladaron a Caracas; previa petición fue internado en la Escuela Apostólica ya que en esa época el Seminario estaba cerrado por la persecución religiosa de Guzmán Blanco; el 4 de diciembre de 1872, monseñor José Antonio Ponte, obispo de Guayana, le impuso el hábito talar y la tonsura clerical en la capilla del Palacio Episcopal.
A la edad de 22 años fue ordenado sacerdote por monseñor Críspulo Uzcátegui y cantó su primera Misa en la Iglesia de La Pastora de Caracas, dirigida por fray Olegario de Barcelona, poco después le nombraron párroco de La Candelaria de Valencia y Capellán del Hospital Civil; en 1882, lo nombraron vicepresidente de la propaganda "FIDES" y a la vez Secretario del Excelentísimo Monseñor Uzcátegui. Sirviendo como párroco en Santa Teresa y la Catedral de Caracas.
En 1881 inició sus estudios universitarios; ingresó a la Universidad Central de Venezuela para iniciar estudios de pedagogía, filosofía, matemática, castellano, historia, ciencias, inglés y francés.
El 29 de noviembre de 1889 le nombran párroco de San Luis de Cura y luego vicario de la misma, donde permaneció hasta el 30 de junio de 1913. Va a Villa de Cura a desenvolver sus progresistas ideas e iniciativas; así funda en la Hacienda Tucutunemo una escuelita para niños campesinos a la que le dio el nombre de "Escuela del Corazón de Jesús"; todos los días el sacerdote visitaba a sus alumnos, les instruía en religión, les repartía merienda, jugaba con ellos y luego les ayudaba a hacer las tareas del día siguiente diciéndoles: 

"hay que educarse según Dios"

, en la escuela había solo dos maestras. El primer alumno que se inscribió se llamó José Vicente Espejo, huérfano de padre, estaba bajo la potestad de su madre, Ana Rita Villalobos Espejo; este niño llegó a ser sacerdote de Cristo; perteneció a la diócesis de Calabozo, siendo por mucho tiempo párroco de Camaguán y víctima del paludismo. En 1903, el Padre Jiménez amplía sus labores parroquiales, 
con la señorita Rosa Irigoyen, que por motivos de salud había ido a Villa de Cura y visita al párroco para ponerse a sus órdenes y darle ayuda en la catequesis parroquial.

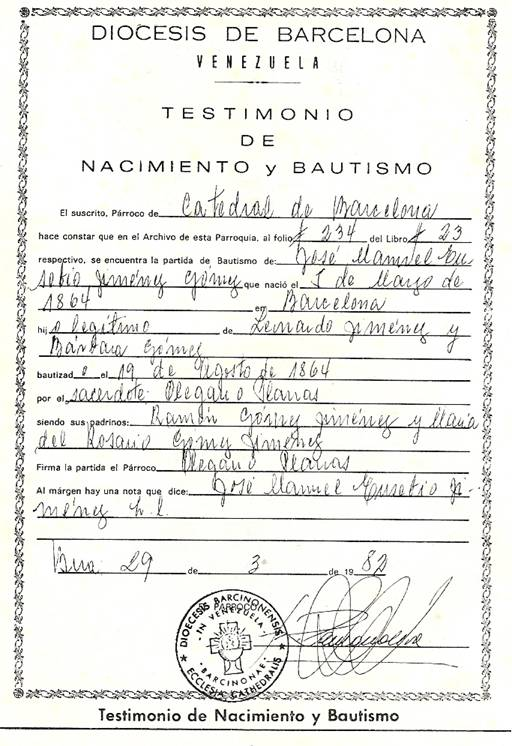
Testimonio de nacimiento y bautismo de José Manuel Jiménez Gómez.

Fundó la Sociedad de Jardineras de la Virgen con la señorita Irigoyen y otras jóvenes de Villa de Cura, empieza su instrucción religiosa como catequista y asume la responsabilidad del Hospital Santo Domingo (hoy casa de reposo para ancianos e inválidos), conociendo la necesidad de la instrucción religiosa, cristaliza en su mente el deseo de una congregación femenina que se ocupe de ir enseñando la doctrina cristiana, por los barrios, aldeas, regiones apartadas donde la influencia del Párroco no llega, siendo así que instala en Villa de Cura las Jardineras de la Virgen, que durante 5 años ha preparado, lleva al Padre Jiménez, a fundar la Congregación de Nuestra Señora de Lourdes en abril de 1909, dándoles el nombre de Hermanas Catequistas de Nuestra Señora de Lourdes.
Villa de Cura, comprobó la caridad de este párroco; en múltiples circunstancias de su vida el celo abnegado del Sacerdote de Cristo, se hacía presente en el lecho de dolor y miseria humana. Además, el sacerdote barcelonés inició peregrinaciones en los campos y pueblos de San Luis de Cura, la que hoy se hace extensiva a casi todos los estados de Venezuela; deja su amada Parroquia por mandato de sus superiores el 30 de junio de 1913, se traslada a Caracas. El 30 de septiembre del mismo año le nombran Canónigo Mercedario.
Fallece el 31 de enero de 1914, después de un apostolado en beneficio de la religión católica y su grey.

## Honores

### Eponimia
18 Casa Benéficas en toda Venezuela y una en Bogotá (además de otras instituciones) llevan su nombre.
- Datos: Q5942138